# لعوینه
لعوینه یک منطقهٔ مسکونی در قطر است که در شهرداری الشحانیه واقع شده‌است.